# 데즈카 오사무 문화상
데즈카 오사무 문화상(일본어: 手塚治虫文化賞 데즈카오사무분카쇼[*])은 아사히 신문사가 주최하는 만화상이다. 테즈카 오사무의 업적을 기념하고, "만화 문화의 건전한 발전"을 목적으로 1997년 창설되었다.